# Gran Premio di San Marino 1986
Il Gran Premio di San Marino 1986 è la terza gara del campionato di Formula 1 del 1986, si è disputato il 27 aprile sul Circuito di Imola ed è stato vinto da Alain Prost su McLaren-TAG Porsche.

## Vigilia
La Zakspeed iscrive una seconda vettura per l'olandese Huub Rothengatter, mentre la Lola adotta da questo gran premio il motore Ford Cosworth. Per il costruttore motoristico inizia una striscia di presenze consecutive nei gran premi che terminerà solo col Gran Premio del Brasile 2007.
Viene iscritta, ma non partecipa, la scuderia svedese Ekström.

## Qualifiche

Nelson Piquet fotografato nel paddock di Imola nel 1986.

### Resoconto
Nelle qualifiche Senna ottenne il miglior tempo, seguito dal connazionale Piquet e da Mansell. Seguirono Alain Prost e Michele Alboreto. Rosberg, Johansson, Arnoux, Gerhard Berger e Fabi chiusero poi il gruppo dei primi dieci.
Al termine delle prove del sabato Piquet si dichiarò molto soddisfatto della sua vettura e affermò di ritenere di avere ottime probabilità di vincere la gara, mentre Senna non si espose, evidenziando anzi alcuni problemi da lui rilevati durante le qualifiche. Anche Prost ritenne soddisfacente la sua prestazione, rivelando un certo ottimismo. Alboreto rilasciò invece dichiarazioni che invitavano alla prudenza, viste anche le continue rotture della Ferrari, mentre né Patrese né De Angelis vedevano possibilità di fare una buona gara.

### Risultato
Nella sessione di qualifica si è avuta questa situazione:
| Pos | Nº | Pilota             | Costruttore            | Q1       | Q2          | Distacco | Griglia |
| --- | -- | ------------------ | ---------------------- | -------- | ----------- | -------- | ------- |
| 1   | 12 | Ayrton Senna       | Lotus-Renault          | 1.25:050 | 1.25:286    |          | 1       |
| 2   | 6  | Nelson Piquet      | Williams-Honda         | 1.25:890 | 1.25:569    | +0,519   | 2       |
| 3   | 5  | Nigel Mansell      | Williams-Honda         | 1.26:752 | 1.26:159    | +1,109   | 3       |
| 4   | 1  | Alain Prost        | McLaren-TAG Porsche    | 1.26:273 | 1.26:176    | +1,126   | 4       |
| 5   | 27 | Michele Alboreto   | Ferrari                | 1.26:428 | 1.26:263    | +1,213   | 5       |
| 6   | 2  | Keke Rosberg       | McLaren-TAG Porsche    | 1.26:985 | 1.26:385    | +1,335   | 6       |
| 7   | 28 | Stefan Johansson   | Ferrari                | 1.27:497 | 1.27:009    | +1,959   | 7       |
| 8   | 25 | René Arnoux        | Ligier-Renault         | 1.28:362 | 1.27:403    | +2,353   | 8       |
| 9   | 20 | Gerhard Berger     | Benetton-BMW           | 1.28:559 | 1.27:444    | +2,394   | 9       |
| 10  | 19 | Teo Fabi           | Benetton-BMW7          | 1.29:328 | 1.27:538    | +2,488   | 10      |
| 11  | 16 | Patrick Tambay     | Lola-Hart              | 1.29:665 | 1.27:860    | +2,810   | 11      |
| 12  | 18 | Thierry Boutsen    | Arrows-BMW             | 1.29:931 | 1.28:022    | +2,972   | 12      |
| 13  | 3  | Martin Brundle     | Tyrrell-Renault        | 1.29:687 | 1.28:329    | +3,279   | 13      |
| 14  | 26 | Jacques Laffite    | Ligier-Renault         | 1.28:411 | 1.28:389    | +3,339   | 14      |
| 15  | 17 | Marc Surer         | Arrows-BMW             | 1.30:156 | 1.28:637    | +3,587   | 15      |
| 16  | 7  | Riccardo Patrese   | Brabham-BMW            | 1.30:641 | 1.28:828    | +3,778   | 16      |
| 17  | 11 | Johnny Dumfries    | Lotus-Renault          | 1.29:244 | 1.36:607    | +4,194   | 17      |
| 18  | 24 | Alessandro Nannini | Minardi-Motori Moderni | 1.29:985 | 1.29:244    | +4,194   | 18      |
| 19  | 8  | Elio De Angelis    | Brabham-BMW            | 1.30:881 | 1.29:713    | +4,663   | 19      |
| 20  | 14 | Jonathan Palmer    | Zakspeed               | 1.33:352 | 1.30:024    | +4,974   | 20      |
| 21  | 15 | Alan Jones         | Lola-Ford Cosworth     | 1.30:087 | 1.30:517    | +5,037   | 21      |
| 22  | 4  | Philippe Streiff   | Tyrrell-Renault        | 1.30:123 | 1.32:358    | +5,073   | 22      |
| 23  | 23 | Andrea De Cesaris  | Minardi-Motori Moderni | 1.31:956 | 1.30:131    | +5,081   | 23      |
| 24  | 29 | Huub Rothengatter  | Zakspeed               | 1.40:903 | 1.31:953    | +6,903   | 24      |
| 25  | 22 | Christian Danner   | Osella-Alfa Romeo      | 1.37:485 | 1.33:806    | +8,756   | 25      |
| 26  | 21 | Piercarlo Ghinzani | Osella-Alfa Romeo      | 1.34:461 | senza tempo | +9,411   | 26      |

## Gara

### Resoconto

Alain Prost festeggia la vittoria sul podio, tra il secondo classificato e rivale al titolo Piquet (a sinistra) e il terzo classificato Gerhard Berger (a destra).

Al via Piquet superò Senna, portandosi al comando, mentre Nannini venne subito eliminato da un contatto al via con Jacques Laffite. Il brasiliano della Williams impose fin dall'inizio un ritmo gara molto elevato, che il solo Rosberg, portatosi in seconda posizione, sembrò reggere. Nel frattempo Nigel Mansell venne costretto al ritiro dopo appena cinque giri per problemi elettronici e pochi giri più tardi uscì di scena pure Senna.
I piloti della McLaren cominciarono, però, a recuperare terreno e, dopo le soste ai box, Prost si portò in testa, anche a causa di un rifornimento prolungato del compagno di squadra. Piquet, invece, fu costretto a rallentare a causa di problemi alla frizione, tanto che Alboreto riuscì ad avvicinarsi parecchio. Nell'ultima parte di gara, però, il pilota italiano fu costretto al ritiro, così come Rosberg che dovette rinunciare al suo secondo posto per aver finito la benzina a due giri dal termine, ma fu comunque classificato quinto.
Anche Prost rischiò di abbandonare la gara nel corso dell'ultimo giro per il medesimo motivo, ma riuscì procedendo a zigzag a far giungere alcune gocce di carburante al motore, concludendo la corsa al primo posto, con la sua McLaren che si spense definitivamente lungo il rettilineo dei box e con Berger, già doppiato, che rallentò a sua volta stando appaiato al francese per evitare di fare un giro in più. Dietro di lui giunsero Piquet, Berger – che diede il primo podio della storia alla Benetton –, Johansson, alle prese con problemi ai freni, Rosberg e Patrese.

### Risultati
| Pos | Nº | Pilota             | Costruttore            | Giri | Tempo/Ritiro             | Pos. Griglia | Punti |
| --- | -- | ------------------ | ---------------------- | ---- | ------------------------ | ------------ | ----- |
| 1   | 1  | Alain Prost        | McLaren-TAG Porsche    | 60   | 1:32:28.408              | 4            | 9     |
| 2   | 6  | Nelson Piquet      | Williams-Honda         | 60   | + 7.645                  | 2            | 6     |
| 3   | 20 | Gerhard Berger     | Benetton-BMW           | 59   | + 1 Giro                 | 9            | 4     |
| 4   | 28 | Stefan Johansson   | Ferrari                | 59   | + 1 Giro                 | 7            | 3     |
| 5   | 2  | Keke Rosberg       | McLaren-TAG Porsche    | 58   | Mancanza di benzina      | 6            | 2     |
| 6   | 7  | Riccardo Patrese   | Brabham-BMW            | 58   | Mancanza di benzina      | 16           | 1     |
| 7   | 18 | Thierry Boutsen    | Arrows-BMW             | 58   | + 2 Giri                 | 12           |       |
| 8   | 3  | Martin Brundle     | Tyrrell-Renault        | 58   | + 2 Giri                 | 13           |       |
| 9   | 17 | Marc Surer         | Arrows-BMW             | 57   | + 3 Giri                 | 15           |       |
| 10  | 27 | Michele Alboreto   | Ferrari                | 56   | Turbo                    | 5            |       |
| Rit | 21 | Piercarlo Ghinzani | Osella-Alfa Romeo      | 52   | Mancanza di benzina      | 26           |       |
| Rit | 25 | René Arnoux        | Ligier-Renault         | 46   | Ruota                    | 8            |       |
| Rit | 4  | Philippe Streiff   | Tyrrell-Renault        | 41   | Trasmissione             | 22           |       |
| Rit | 19 | Teo Fabi           | Benetton-BMW           | 39   | Motore                   | 10           |       |
| Rit | 14 | Jonathan Palmer    | Zakspeed               | 38   | Freni                    | 20           |       |
| Rit | 22 | Christian Danner   | Osella-Alfa Romeo      | 31   | Problemi elettrici       | 25           |       |
| Rit | 15 | Alan Jones         | Lola-Ford              | 28   | Surriscaldamento         | 21           |       |
| Rit | 23 | Andrea De Cesaris  | Minardi-Motori Moderni | 20   | Motore                   | 23           |       |
| Rit | 8  | Elio De Angelis    | Brabham-BMW            | 19   | Motore                   | 19           |       |
| Rit | 26 | Jacques Laffite    | Ligier-Renault         | 14   | Trasmissione             | 14           |       |
| Rit | 12 | Ayrton Senna       | Lotus-Renault          | 11   | Cuscinetto di ruota      | 1            |       |
| Rit | 5  | Nigel Mansell      | Williams-Honda         | 8    | Motore                   | 3            |       |
| Rit | 11 | Johnny Dumfries    | Lotus-Renault          | 8    | Cuscinetto di ruota      | 17           |       |
| Rit | 29 | Huub Rothengatter  | Zakspeed               | 7    | Turbo                    | 24           |       |
| Rit | 16 | Patrick Tambay     | Lola-Hart              | 5    | Motore                   | 11           |       |
| Rit | 24 | Alessandro Nannini | Minardi-Motori Moderni | 0    | Collisione con J.Laffite | 18           |       |

## Classifiche

### Piloti
| Pos. | Pilota           | Punti |
| ---- | ---------------- | ----- |
| 1    | Ayrton Senna     | 15    |
| 2    | Nelson Piquet    | 15    |
| 3    | Alain Prost      | 13    |
| 4    | Nigel Mansell    | 6     |
| 5    | Gerhard Berger   | 6     |
| 6    | Keke Rosberg     | 5     |
| 7    | Jacques Laffite  | 4     |
| 8    | René Arnoux      | 3     |
| 9    | Stefan Johansson | 3     |
| 10   | Martin Brundle   | 2     |
| 11   | Teo Fabi         | 2     |
| 12   | Riccardo Patrese | 1     |

### Costruttori
| Pos. | Team                | Punti |
| ---- | ------------------- | ----- |
| 1    | Williams-Honda      | 21    |
| 2    | McLaren-TAG Porsche | 18    |
| 3    | Lotus-Renault       | 15    |
| 4    | Benetton-BMW        | 8     |
| 5    | Ligier-Renault      | 7     |
| 6    | Ferrari             | 3     |
| 7    | Tyrrell-Renault     | 2     |
| 8    | Brabham-BMW         | 1     |